# Vikingatida städer i Norden

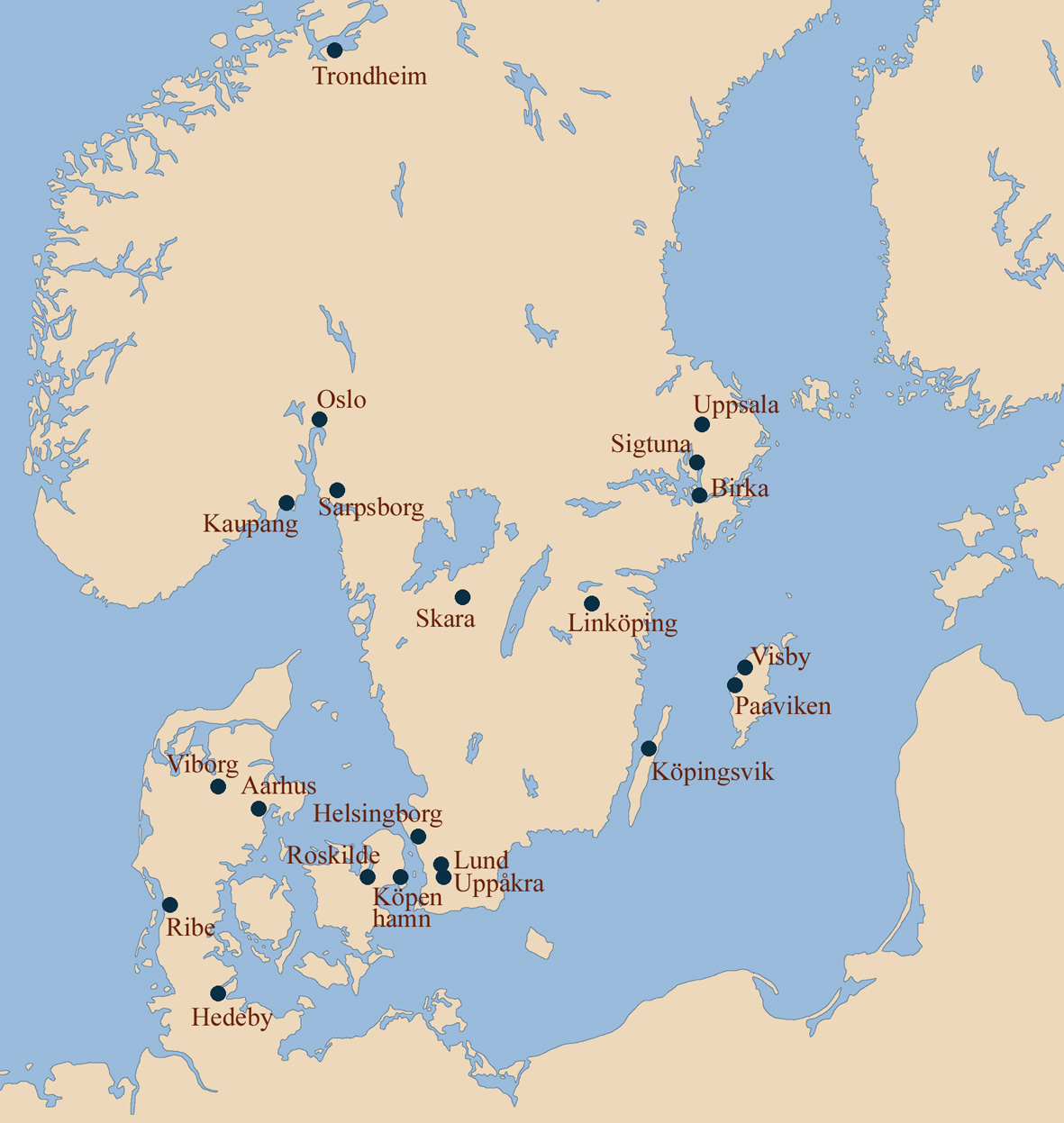
Vikingatida städer och stadsliknande samhällen i Norden. Analys: Sven Rosborn.

Vikingatida städer i Norden låg inom det vi i dag känner som Norge, Danmark och Sverige och som från vikingatidens början och fram till 900-talet var uppdelat i en stor mängd centralbygder med egna maktstrukturer. Någon politisk grund till större stadsliknande samhällen fanns alltså inte. När större centralplatser som till exempel Gamla Uppsala i Uppland och Uppåkra i Skåne ändå existerat är en av orsakerna troligtvis att dessa orter varit centrum för den hedniska religionen. I Uppsala fanns det berömda hednatemplet och i Uppåkra har arkeologerna upptäckt en trolig tempelbyggnad som existerat under många hundra år fram till den yngre vikingatiden. Bebyggelsen i Uppåkra är stadsliknande och har rötter tillbaka ända till tiden runt Kristi födelse.

## Begreppet stad
Stad har alltsedan forn- och äldre medeltiden varit ett juridiskt begrepp för en samhällsform som specificerat sig på hantverk och handel och som genom kungliga privilegier fått en egen förvaltning. Dock är dessa kriterier flytande och vad som egentligen får kallas för en stad är ett oavbrutet och intensivt omdiskuterat ämne. Numera föredrar man därför ofta den tekniska termen "tätort".

## De första handelsstäderna
Hedeby och Ribe var bland Skandinaviens första, stadsliknande samhällen och Hedeby anses under vikingatiden ha varit Nordens mest betydande handelsstad. Den äldsta bebyggelsen går ner till andra hälften av 700-talet. Vid mitten av 900-talet byggs runt staden en jättelik, halvcirkelformad stadsvall. Missionären Ansgar besökte på 820-talet både Hedeby och den längre norrut belägna handelsorten Ribe. Ansgar begav sig därefter till Birka, ett dåtida stadsliknande samhälle på Björkö i sjön Mälaren. Förutom dessa tätorter kan nämnas den stora handelsplatsen Kaupang i södra Norge, Köpingsvik stora handelsplats på Öland och handelsplatsen Paviken på Gotland.

## Köpingar
I Skåne fanns det under den äldre vikingatiden speciella internationella handelsplatser, så kallade ”köpingar”. Inte mindre än sex sådana köpingar har funnits utmed de skånska kusterna. I två av dessa har arkeologiska undersökningar gett dateringar på bebyggelsen. Dessa platser har fungerat från 800-talet e.Kr. fram till cirka 1000 e.Kr. Det kan här röra sig om bosättningar av mera tillfällig karaktär, typ årligen återkommande marknader och dylikt.

## Stadsliknade bebyggelser, 900-1103
Vad gäller stadsliknande bebyggelser i Skandinavien från den yngre vikingatiden, det vill säga 900-talet och fram till 1103, kan i det dåtida Danmark nämnas Viborg, Aarhus, Roskilde, Köpenhamn, Helsingborg och Lund. Lund verkar ha efterträtt Uppåkra. De arkeologiska beläggen pekar på att detta med stor sannolikhet kan ha skett på order av Harald Blåtand. I Norge försvann Kaupang och istället uppstod platser som till exempel Sarpsborg och Oslo. Tønsberg grundades 871, och räknas som Norges äldsta stad. Längre norrut utvecklades Trondheim till en stad av stor betydelse, inte minst efter det att kung Olof den helige stupat år 1030, begravts i staden och förklarats som helgon. I Sverige försvann i slutet av 900-talet Birka och ersattes av staden Sigtuna. På Gotland verkar handelsplatsen Paviken ha ersatts av Västergarn med sin halvcirkelvall. Redan efter en kort tid distanserades dock denna ort under tidig medeltid av Visby lite längre norrut på kusten. I Sveriges inland var Skara tidigt en betydande ort i Västergötland. Linköping i Östergötland har säkert också anor ner i sen vikingatid. Staden är nämligen placerad mitt i ett vikingatida centralområde.